# Gornje Grbice
Gornje Grbice (izvirno srbsko Горње Грбице) je naselje v Srbiji, ki upravno spada pod mesto Kragujevac; slednje pa je del Šumadijskega upravnega okraja.

## Demografija
V naselju živi 221 polnoletnih prebivalcev, pri čemer je njihova povprečna starost 44,3 let (44,3 pri moških in 44,3 pri ženskah). Naselje ima 83 gospodinjstev, pri čemer je povprečno število članov na gospodinjstvo 3,29.
|  |

| Demografija | Demografija     | Demografija     |
| Leto        | Št. prebivalcev | Št. prebivalcev |
| ----------- | --------------- | --------------- |
|             |                 |                 |
|             |                 |                 |
|             |                 |                 |
|             |                 |                 |
| 1948        | 525             |                 |
| 1953        | 510             |                 |
| 1961        | 458             |                 |
| 1971        | 396             |                 |
| 1981        | 344             |                 |
| 1991        | 308             | 302             |
| 2002        | 273             | 273             |
|             |                 |                 |

| Etnična sestava po popisu iz leta 2002 | Etnična sestava po popisu iz leta 2002 | Etnična sestava po popisu iz leta 2002 | Etnična sestava po popisu iz leta 2002 | Etnična sestava po popisu iz leta 2002 |
| -------------------------------------- | -------------------------------------- | -------------------------------------- | -------------------------------------- | -------------------------------------- |
| Srbi                                   | Srbi                                   |                                        | 271                                    | 99,26%                                 |
| Neznano                                | Neznano                                |                                        | 2                                      | 0,73%                                  |